# Plevel

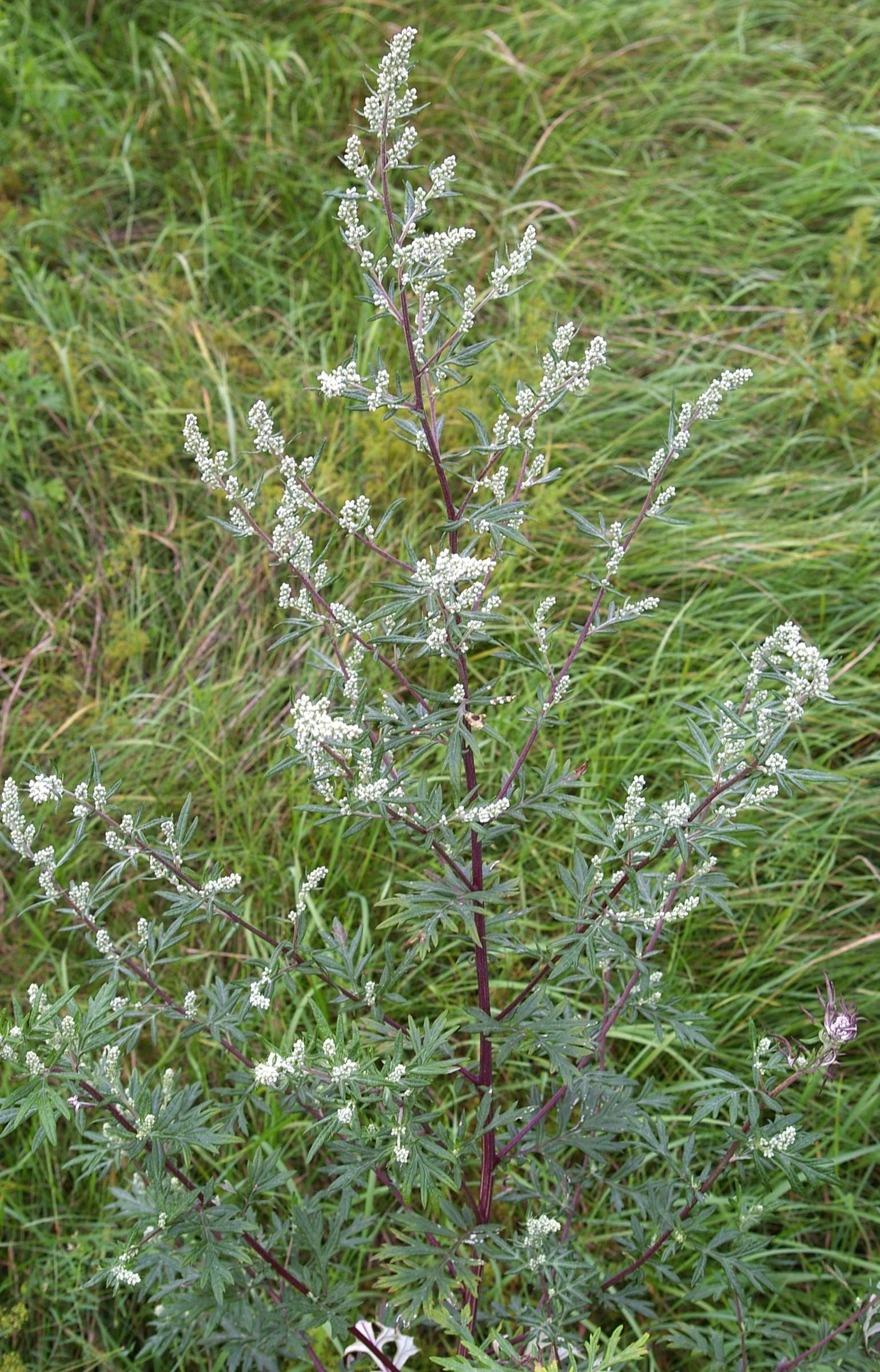
Pelyněk černobýl (Artemisia vulgaris) je rozšířenou plevelnou rostlinou

Plevel – za plevel je člověkem označována rostlina, která roste na stanovišti proti jeho vůli. Stejný druh rostliny na jiném stanovišti může člověk oceňovat jako krmivo, léčivou bylinu (kopřiva dvoudomá jako léčivka a potrava drůbeže), vzácnou rostlinu atp.
Pro nežádoucí rostliny se v oboru lesnictví užívá pojem buřeň. Je definována jako „Hospodářsky nežádoucí složka přízemní vegetace (s výjimkou stromové) rostoucí v porostech, na holinách a nelesních půdách určených k zalesnění. Druhové složení a vitalita buřeně jsou proměnlivé v závislosti na lesním typu a na stavu porostního prostředí. Její rozvoj je umožněn větším přístupem světla, atmosférických srážek a živin. Buřeň omezuje možnost vzniku a odrůstání přirozené obnovy a nepříznivě ovlivňuje vývoj mladých kultur jejich útlakem i konkurencí ve výživě.“
V Česku je v současné době uváděno 198 možných druhů plevelů, z nich je však 35 druhů považováno za druhy ohrožené.
Věda zabývající se plevely se nazývá herbologie.

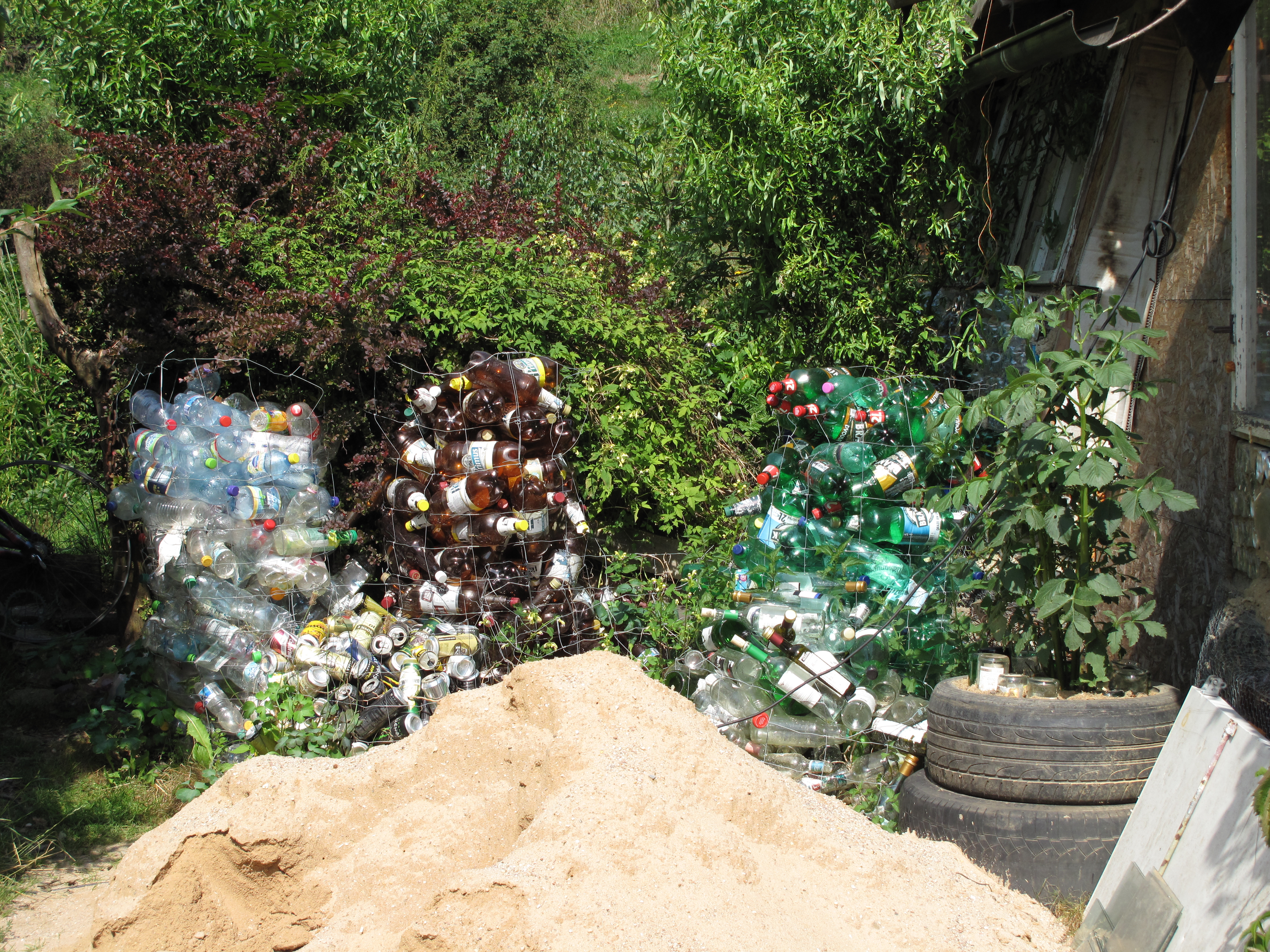
Různé druhy plevele a zaplevelujících dřevin v lidmi změněném prostředí

## Význam plevelů
Škodlivost nebo užitečnost plevelů je třeba hodnotit vzhledem k funkčnímu zaměření stanoviště, na němž se vyskytují. Kromě škodlivých vlivů na kulturní plodiny se menší výskyt plevelů může projevovat i příznivě (synergicky), například podporovat zdravotní stav i kvalitu produkce. Stanovit hranici mezi pozitivním a negativním vlivem plevelné vegetace je obtížné.

### Negativní vliv
Škodlivý vliv plevelů se na stanovišti projevuje jednak přímo, jednak nepřímo. Plevele mohou díky vyšší konkurenční schopnosti ochuzovat polní plodiny o vodu, živiny, kyslík a prostor. Snižují teplotu půdy, zastiňují a potlačují polní plodiny, podporují šíření chorob a škůdců. Ztráty v biomase příslušné polní plodiny způsobené plevelem mohou dosáhnout 20 až 60 %.
Některé plevele jsou jedovaté a případná příměs ve sklizeném produktu může snížit kvalitu produktu nebo může být produkt nepoužitelný k potravinářským či krmivářským účelům (např. semena vesnovky nebo penízku rolního způsobují nepříjemnou chuť mouky), jedovaté rostliny v píci mohou vyvolat otravy hospodářských zvířat či zhoršit kvalitu mléka a mléčných výrobků.. Jiné plevele jsou alergenní.
Na zaplevelených půdách se také obtížněji vykonávají některé agrotechnické zásahy (setí, kultivace), čímž se snižuje produktivita práce.

### Kladný vliv
V systémech ekologického zemědělství je plevel nazýván doprovodnou rostlinou a je možné jej výhodně využít. Například při pěstování širokořádkových plodin zakrývá plochu půdy, která je vystavena slunečnímu svitu a zvyšuje se výpar vody, půda je přímo vystavena dalším povětrnostním vlivům a orniční vrstva snáze podléhá větrné i vodní erozi.
Rostliny plevelů mohou poskytovat útočiště přirozeným predátorům škůdců. Mnohé poskytují v době květu pastvu včelám (podběl, hořčice, smetanka, zemědým aj.), dají se využít jako píce pro zvířata nebo při zaorání poskytují humusotvorný materiál. Semena plevelů jsou významnou složkou potravy ptáků (vrabec polní, chocholouš obecný, strnad obecný aj.).

## Dělení plevelů

### Podle typu životního cyklu[5]

#### Plevele rozmnožující se zcela nebo převážněgenerativně:
- plevele jednoleté
  - časné jarní (např. hořčice rolní, oves hluchý, pohanka svlačcovitá);
  - pozdně jarní (např. bažanka roční, bér zelený, laskavec ohnutý, lebeda rozkladitá, lilek černý, merlík bílý, mléč drsný, pěťour maloúborný, rdesno blešník);
  - jednoleté přezimující (např. heřmánek terčovitý, chundelka metlice, kapustka obecná, kokoška pastuší tobolka, ptačinec prostřední, svízel přítula, turan kanadský, tetlucha kozí pysk);
- parazitické druhy plevele (např. kokotice evropská, záraza menší);
- poloparazitické (např. černýš rolní, kokrhel luštinec).

#### Plevele vytrvalé, rozmnožující se intenzivněvegetativně(viz níže):
- mělčeji kořenící
  - s plazivými kořenujícími lodyhami
  - s křehkými nebo tuhými oddenky
  - vytvářející hlízy, cibule aj.
- hlouběji kořenící
  - vytvářející článkované oddenky
  - vytvářející kořenové výběžky

### Systematické dělení
- plevele jednoděložné
- plevele dvouděložné

## Rozmnožování
Plevele mají své specifické způsoby, jak se bránit proti vyhubení. Dokáží bezpečně zajistit vznik nových jedinců, kteří jsou schopni mnohonásobně nahradit původní generaci.

### Pohlavní
Plevele často dosahují ohromné plodnosti, která je většinou s kulturními rostlinami nesouměřitelná. Jestliže v nejplodnějším obilném trsu bývá rekordně 2000 semen, tak nejplodnější plevele (např. úhorník mnohodílný, laskavec ohnutý, merlík bílý) mívají semen přibližně stokrát více.
Výše uvedená množství semen jsou pouze informativní, z převážné většiny nevyrostou nové rostliny schopné rozmnožování. Mnohé z nich nevyklíčí (sežerou je hlodavci, ptáci, napadnou je plísně nebo roztoči) nebo vyklíčí v nevhodném čase a prostředí (ještě před vykvetením jsou zničeny zemědělskými pracemi).

### Nepohlavní
Za nepohlavní rozmnožování považujeme rozmnožování vegetativní. Existuje několik způsobů vegetativního rozmnožování:
- množení nadzemními výhonky rozrůstajícími se z mateční rostliny po povrchu půdy, které při styku s půdou zakoření a vytvoří novou rostlinu (mochna husí, pryskyřník plazivý, ptačinec prostřední (ptačinec žabinec), popenec břečťanovitý aj.);
- množení podzemními oddenky z nichž vyrůstají nové rostliny (pýr plazivý (za rok vytvoří oddenek 1 m dlouhý), podběl lékařský, přeslička rolní, bršlice kozí noha, kopřiva dvoudomá aj.);
- množení pupeny vyrůstající z kořenů (rod pampeliška, mléč rolní, kostival lékařský aj);
- množení výhonky z oddenků i z pupenů na kořenech (svlačec rolní, pcháč oset, rukev obecná aj.);
- množení hlízkami vzniklými zduřením kořene (hrachor hlíznatý, orsej jarní aj.) nebo zduřením oddenku (máta rolní, čistec bahenní aj.).

### Kombinované
Převážná většina rostlin rozmnožujících se vegetativně vytváří také semena, která napomáhají k rozšiřování do větších vzdáleností, například svlačec rolní vyprodukuje až 500 semen, která jsou schopna vyklíčit i za 20 let. Způsob rozšiřování mnoha rostlin závisí na přírodních podmínkách: například pýr plazivý v suchém roce na těžké půdě hodně kvete a téměř nevytváří oddenky, ve vlhkém roce a v kypré půdě téměř nekvete, ale o to více mu narůstají oddenky.

## Klíčení
Dozrálá semena po vysemenění většinou neklíčí hned, ale jsou ve stavu tzv. dormance. Za dormanci označujeme stav, kdy je semeno v klidu, přestože jsou vhodné podmínky ke klíčení. Týká se to i semen, která se nacházejí ve stejných klimatických i půdních podmínkách. Tato vlastnost je pravděpodobně způsobena nestejnou propustností pro vodu a vzduch oplodím nebo osemením. Na dokreslení rozmanitosti: podběl lékařský začíná klíčit již za tři hodiny po vysetí a za šest hodin vyklíčí téměř 100 % semen, bělohořčice setá vyklíčí téměř ze 100 % za dva dny a hořčice rolní až za dva roky. Právě nestejná doba dormance způsobuje, že mnohé plevele jako by měly „vypracovanou schopnost“ semen nevyklíčit všechna současně v jednom období, v jednom roce, ale klíčit nepravidelně, postupně po řadu dnů, let i desetiletí.

### Vrozená dormance
Vrozenou krátkodobou dormanci, dobu klidu, má většina semen, která nemají vyklíčit ihned po dozrání, ale například až na jaře druhého roku. Tehdy období klidu skončí a semeno za příznivých podmínek (vláha, teplo, světlo) vyklíčí. Mnohé druhy po ukončení této doby však nevyklíčí, nastupuje u nich tzv. vyvolaná dormance.

### Vyvolaná dormance
Vzniká jako reakce na nepříznivé podmínky po ukončení vrozené dormance. Takto mohou zůstávat semena v klidu buď krátkodobě do období zlepšení podmínek, nebo dlouhodobě po několik sezon.

## Ničení plevelů
Proti zaplevelení lze bojovat zejména mechanickými, biologickými nebo chemickými prostředky. K mechanickým postupům patří vytrhávání a vypichování plevelů, okopávání, vláčení, smykování, rytí a další zpracování půdy. Zařadit lze rovněž mulčování. Biologická ochrana proti plevelům představuje ničení některých druhů pomocí jejich přirozených nepřátel, například bakterií, roztočů nebo hub. Chemické přípravky na likvidaci plevelů se nazývají herbicidy.

## Chráněné „plevele“
- bračka rolní (Sherardia arvensis)
- černýš rolní (Melampyrum arvense)
- drchnička modrá (Anagallis foemina)
- hledíček menší (Microrrhinum minus)
- chrpa polní (Cyanus segetum)
- kolenec rolní (Spergula arvensis)
- koukol polní (Agrostemma githago)
- mák pochybný (Papaver dubium)
- osívka jarní (Erophila verna)
- ostrožka stračka (Consolida regalis)
- penízek prorostlý (Thlaspi perfoliatum)
- pcháč různolistý (Cirsium heterophyllum)
- písečnice douškolistá (Arenaria serpyllifolia)
- pryšec drobný (Tithymalus exiguus)[10]

## Galerie

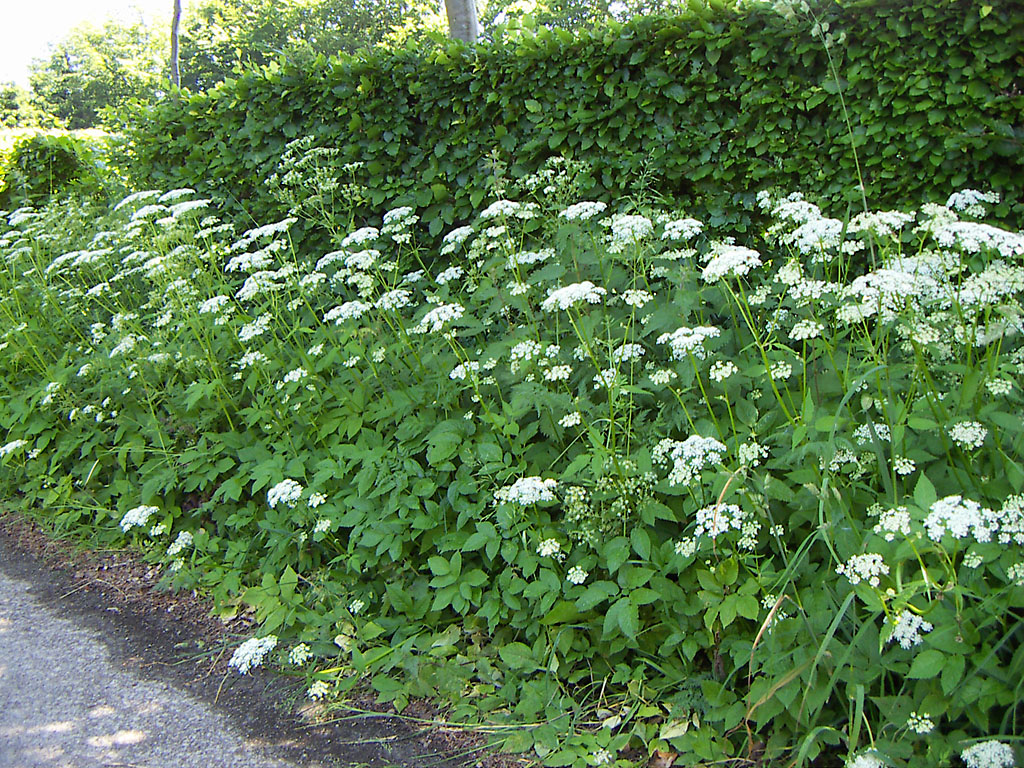
Bršlice kozí noha (Aegopodium podagraria)
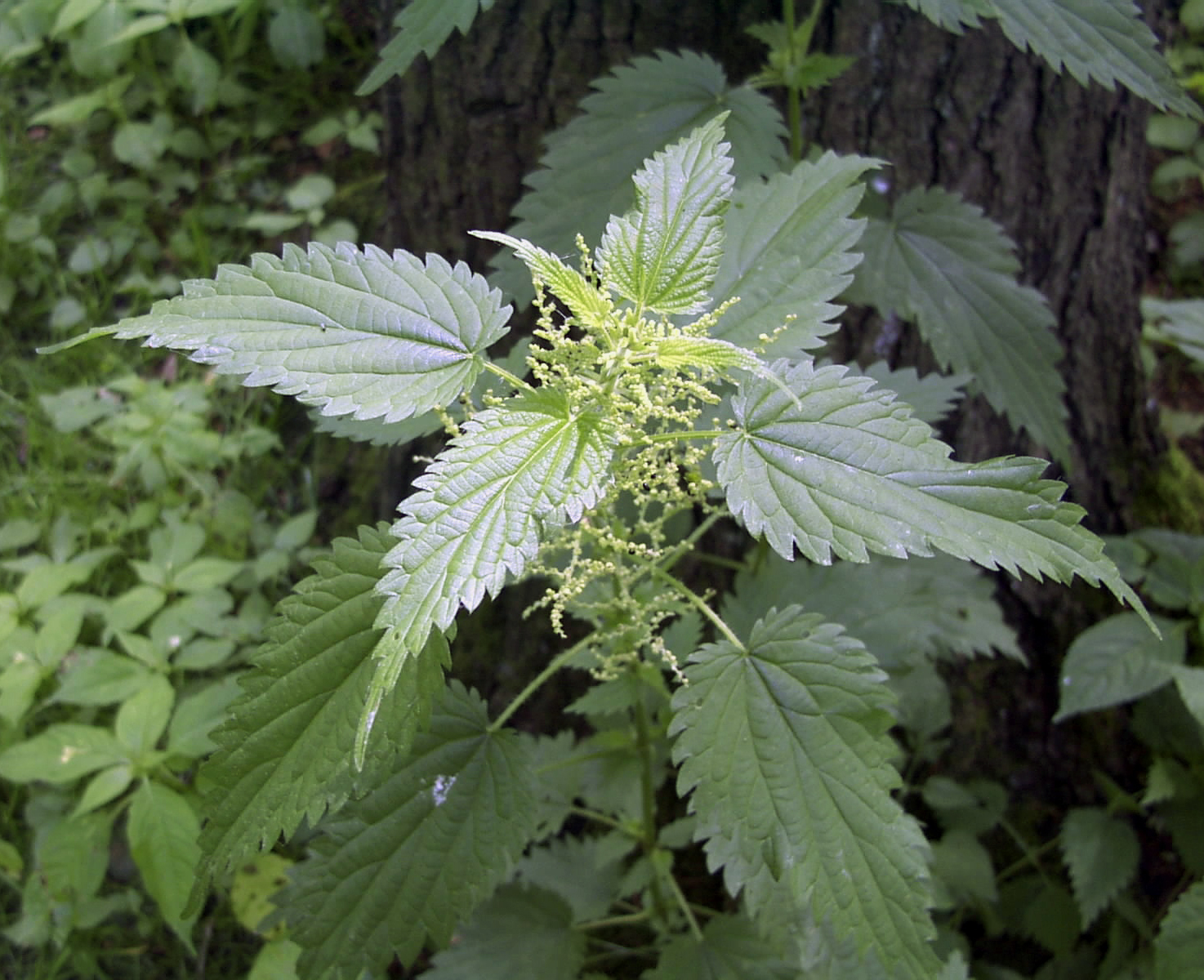
Kopřiva dvoudomá (Urtica dioica)
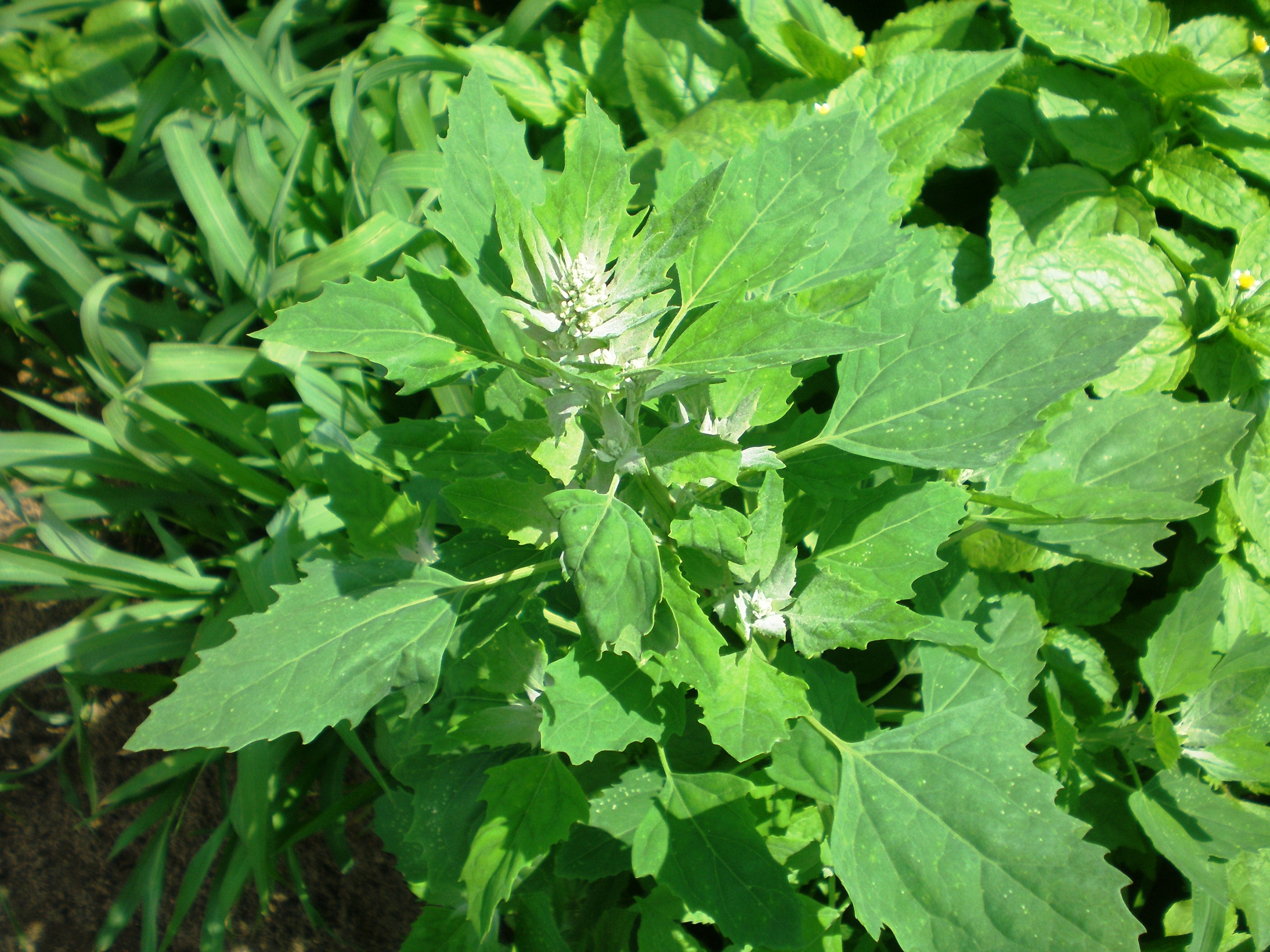
Merlík bílý (Chenopodium album)
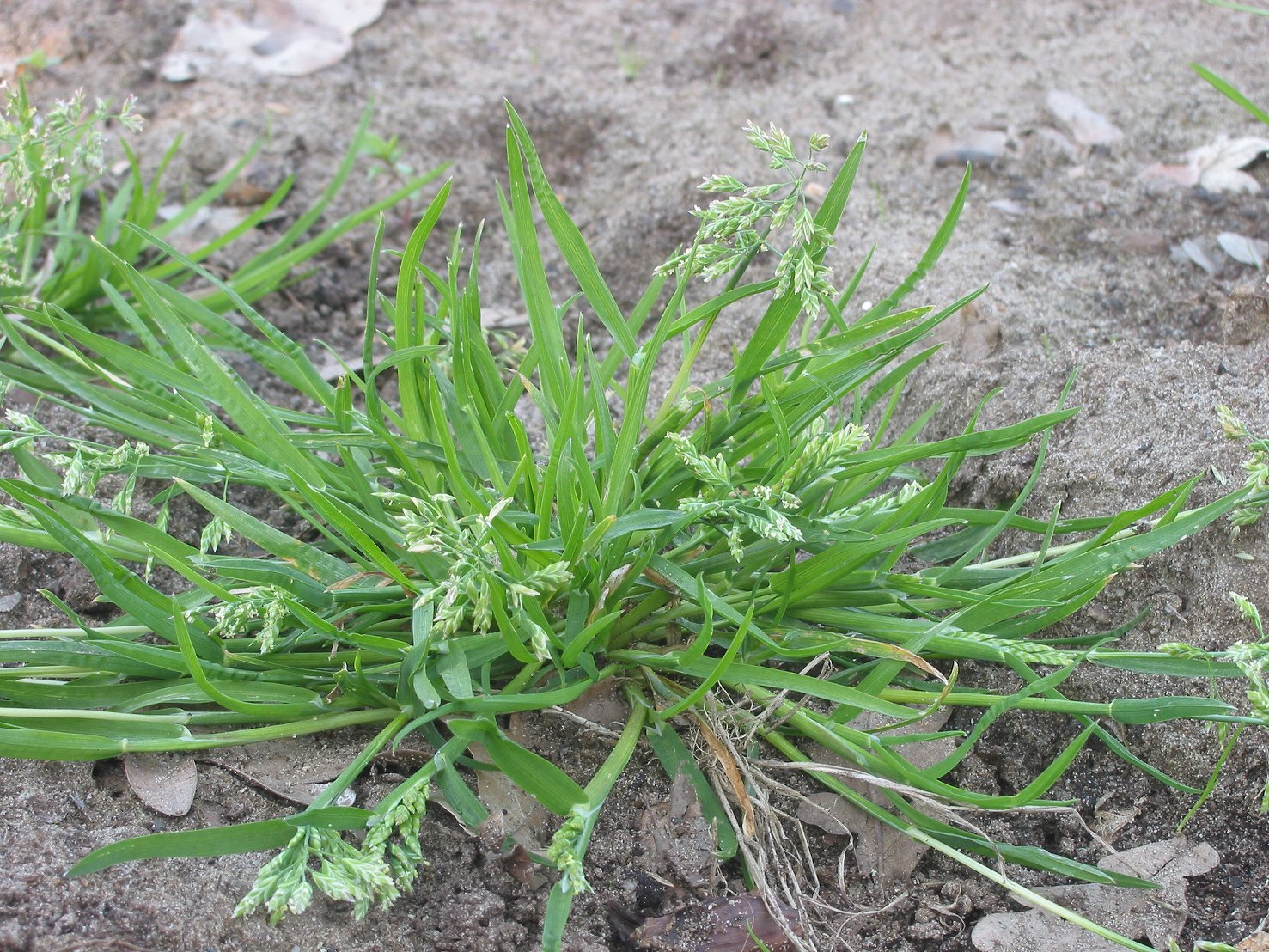
Lipnice roční (Poa annua)